# Kunden werben Kunden
Kunden werben Kunden ist ein Marketingkonzept, bei dem bestehende Kundenbeziehungen genutzt werden, um Neukunden zu akquirieren. Typischerweise erhält der bestehende und/oder der Neukunde eine Prämie für seine Vermittlung.

## Verwendung
Kunden-werben-Kunden-Programme finden sich in vielen Branchen. Typischerweise werden sie vor allem dort eingesetzt,
- wo die Bereitschaft des Kunden, den Anbieter zu wechseln, gering ist (z. B. Bankgeschäft, Stromversorger)
- wo langlaufende Verträge (Versicherungen, Telefonverträge, Zeitungsabonnements) verkauft werden
- wo die Zahl der Kunden aufgrund von Netzwerkeffekten wichtig ist (z. B. im E-Business)

## Prämien
Die Prämie kann ein Geldbetrag, ein (Universal-)Gutschein oder eine Sachprämie (Kaffeemaschine etc.) sein (siehe hierzu auch: Incentive). Die gewählte Prämie erhält der Werber meist erst, nachdem die erste Lieferung des Käufers bezahlt wurde bzw. die Widerrufsfrist des Vertragsabschlusses abgelaufen ist.
Aus rechtlichen Gründen dürfen Werber und neuer Kunde nicht identisch sein. Sollten sich im Verwandten- oder Bekanntenkreis keine Werber finden, können diese mittlerweile über Online-Portale gefunden werden.

## Prämienabonnement
Ein Prämienabonnement ist ein Abonnement für eine Zeitschrift oder Zeitung, für dessen Abschluss der Werber des Neukunden ein Geschenk erhält. Die Prämienabonnements findet man bei unterschiedlichen Anbietern auch unter den Bezeichnungen "Leser werben Leser", "vermitteln + Prämie", "Freundschaftsabo" usw. Die Prämien, die es für die Vermittlung gibt, sind normalerweise höherwertiger als z. B. die Geschenke für andere Abonnementarten. 
Die Mindestlaufzeit eines Prämienabonnements kann deutlich länger sein als bei Abonnements ohne Prämien und bis zu zwei Jahren betragen.
Teilweise ist es auch möglich, dass der Werber selber kein Abonnement der Zeitschrift oder Kunde des Abo-Anbieters ist. 